# Зельонка (Познанський повіт)
Зельонка (пол. Zielonka) — село в Польщі, у гміні Мурована Ґосліна Познанського повіту Великопольського воєводства.
Населення — 302 особи (2011).
У 1975-1998 роках село належало до Познанського воєводства.

## Демографія
Демографічна структура станом на 31 березня 2011 року:
|          | Загалом | Допрацездатний вік | Працездатний вік | Постпрацездатний вік |
| -------- | ------- | ------------------ | ---------------- | -------------------- |
| Чоловіки | 153     | 27                 | 117              | 9                    |
| Жінки    | 149     | 28                 | 87               | 34                   |
| Разом    | 302     | 55                 | 204              | 43                   |